# Luis Aguiar (Fußballspieler)
Luis Aguiar, vollständiger Name Luis Bernardo Aguiar Burgos (* 17. November 1985 in Mercedes) ist ein uruguayischer Fußballspieler.

## Karriere

### Verein

#### Anfänge in Uruguay
Der 1,83 Meter große offensive Mittelfeldakteur Aguiar stammt aus der Jugendabteilung von Liverpool Montevideo. Er stand mindestens ab der Clausura 2003 im Erstligakader Liverpools. In jener Halbserie kam er zu acht Einsätzen (kein Tor) in der Primera División. Bei dem Verein aus Montevideo, dem er in der Folgezeit ebenfalls angehörte, sind im Jahr 2005 15 weitere Erstligapartien Aguiars mit vier erzielten Treffern in der Statistik verzeichnet. Anfang Januar 2006 schloss er sich für ein Jahr auf Leihbasis dem chilenischen Verein Universidad de Concepción an. In der Apertura 2006 lief er für die Chilenen in 31 Ligabegegnungen auf und erzielte neun Tore. Erneut werden in der Clausura 2007 15 Ligaspiele mit zwei Treffern bei seinem vormaligen Arbeitgeber Liverpool für Aguiar geführt.

#### Europäische Stationen
Sodann führte sein Weg Anfang Juli 2007 ins europäische Ausland, wo er in der Spielzeit 2007/08 bei den portugiesischen Vereinen FC Porto (ohne Einsatzzeit), Estrela da Amadora (sieben Spiele, kein Tor) und Académica de Coimbra (zwölf Spiele, ein Tor) unter Vertrag stand. Zunächst wurde berichtet, dass Porto den Spieler für ein Jahr mit Kaufoption ausgeliehen habe. Schon Ende August 2007 wurde Aguiar an Estrela da Amadora weiterverliehen. Im Januar 2008 folgte die zweite Leihe an Académica de Coimbra. Ende April 2008 stellte der Präsident Portos Pinto da Costa in Aussicht, die Kaufoption zu ziehen, da man sich mit der Entwicklung des Spielers sehr zufrieden zeige. Letztlich zog man die Kaufoption aber nicht.
Anschließend wechselte er für eine Transferentschädigung in Höhe von 600.000 Euro nach Braga. In der Saison 2008/09 lief er 28-mal für den Klub in der Superliga auf, schoss vier Tore und schloss die Spielzeit auf dem fünften Tabellenplatz ab. 2009 folgte eine Station beim russischen Klub Dynamo Moskau (14 Spiele, zwei Tore), dem er sich infolge einer kolportierten Ablösezahlung in Höhe von 2,4 Millionen Euro Ende Mai 2009 angeschlossen hatte. Im Januar 2010 kehrte er zunächst auf Leihbasis bis Juni 2010 nach Braga zurück, wobei sich sein alter und nun wieder neuer Klub eine Kaufoption sicherte. Bei den Portugiesen absolvierte er in der ersten Jahreshälfte 2010 und der Folgespielzeit 26 Ligapartien mit fünf persönlichen Torerfolgen. 

#### Rückkehr nach Südamerika
Nachdem er Anfang Januar 2011 zurück nach Uruguay ging und sich dem Club Atlético Peñarol im Rahmen eines Ausleihgeschäfts mit dem Moskauer Verein anschloss, werden in der Clausura 2011 elf Spiele für die Aurinegros geführt. Dabei traf er zweimal ins gegnerische Netz. Im Juni 2011 stand er auch in beiden Finalspielen um die Copa Libertadores 2011 auf dem Platz, in denen sein Verein letztlich den Titel dem FC Santos überlassen musste. Als nächste Station wird Sporting Lissabon geführt, allerdings kam er dort in der Saison 2011/12 nicht zum Einsatz. Vielmehr verließ er den Klub bereits aufgrund persönlicher Probleme im Zusammenhang mit der Schwangerschaft seiner Frau im September 2011. Jedoch stand er in jener Spielzeit erneut ab dem am 5. Januar 2012 auf Leihbasis vollzogenen Wechsel für Peñarol auf dem Platz (14 Spiele, sechs Tore). In der Saison 2012/13 spielte er für den argentinischen Klub San Lorenzo. Dabei sicherte sich der Verein aus Buenos Aires beim Transfer im Juli 2012 50 Prozent der Transferrechte mit einer Kaufoption für die andere Hälfte. Drei Tore in 14 Spielen weist seine Bilanz bei den Argentiniern aus. Zur Spielzeit 2013/14 endete sein dortiges Engagement, so dass Aguiar zum amtierenden uruguayischen Meister Club Atlético Peñarol zurückkehrte. Für die Aurinegros bestritt er in der Saison 2013/14 27 Erstligaspiele, in denen er zehn Treffer erzielte. Zudem kam er in vier Partien (ein Tor) der Copa Libertadores und in zwei Spielen (kein Tor) der Copa Sudamericana zum Einsatz. Sodann wechselte er nach Brasilien zu Vitória de Bahía. Für die Brasilianer bestritt er zehn Spiele (kein Tor) in der Serie A und lief zweimal (kein Tor) in der Copa Sudamericana 2014 auf. Ende Januar 2015 kehrte er ein weiteres Mal zu Peñarol zurück. In der Clausura 2015 lief er 15-mal in der Primera División auf und schoss vier Tore. Während der Spielzeit 2015/16 erzielte er fünf Treffer bei 21 Ligaeinsätzen und gewann mit dem Klub die Landesmeisterschaft. Zudem wurde er fünfmal (zwei Tore) in der Copa Libertadores 2016 eingesetzt. Ende Juni 2016 wurde seine Rückkehr zu Sporting Braga vermeldet. Aguiar unterschrieb bei den Portugiesen einen bis 30. Juni 2018 laufenden Vertrag. Er blieb jedoch ohne Pflichtspieleinsatz und wurde sodann Anfang Januar 2017 von Alianza Lima verpflichtet. Bereits am Jahresende verließ Aguiar den Klub wieder. Seitdem tingelt er durch Klubs seiner Heimat, wobei er selten wie eine Saison bei einem verweilt.

### Nationalmannschaft
Aguiar war auch Mitglied der uruguayischen U-20-Auswahl. Er gehörte 2005 dem Kader an, der an der U-20-Südamerikameisterschaft 2005 in Kolumbien teilnahm.

## Erfolge
- Uruguayischer Meister: 2015/16